# Heutrégiville
Heutrégiville – miejscowość i gmina we Francji, w regionie Grand Est, w departamencie Marna.
Według danych na rok 2010 gminę zamieszkiwało 398 osób, a gęstość zaludnienia wynosiła 33 osób/km².